# Kalyptrazetes harpezus
Kalyptrazetes harpezus är en kvalsterart som först beskrevs av Higgins 1965.  Kalyptrazetes harpezus ingår i släktet Kalyptrazetes och familjen Microzetidae. Inga underarter finns listade i Catalogue of Life.